# Dietrich Hofmann
Dietrich Hofmann (* 17. Dezember 1923 in Bad Lobenstein, Thüringen; † 13. Dezember 1998 in Preetz, Schleswig-Holstein) war ein deutscher germanistischer und skandinavistischer Mediävist und Frisist.

## Leben
Hofmann studierte von 1942 bis 1949 in Leipzig ältere Germanistik, Skandinavistik und Anglistik. An der Universität Kiel führte er seine Studien von 1948 bis 1951 bei Hans Kuhn fort. Dort erfolgte die 1952 die Promotion mit der Arbeit Nordisch-englische Lehnbeziehungen der Wikingerzeit. Seit 1949 war er am Nordischen Institut und seit 1950 an der dortigen „Nordfriesischen Wörterbuchstelle“ als wissenschaftliche Hilfskraft tätig. Seit 1954 war er Wissenschaftlicher Assistent Kuhns. Nach seiner Habilitation mit der Arbeit Die k-Diminutiva im Nordfriesischen und in verwandten Sprachen, die 1961 veröffentlicht wurde, wurde er 1959 ordentlicher Professor an der Universität des Saarlandes in Saarbrücken. 1962 folgte er einem Ruf nach Münster auf das neu eingerichtete Ordinariat „Germanische Philologie unter besonderer Berücksichtigung des Nordischen“. 1969 folgte er seinem akademischen Lehrer Kuhn in Kiel auf dem Lehrstuhl für Altgermanische, Nordische und Friesische Philologie an der Universität Kiel. 1989 wurde er emeritiert.
Hofmann war in seiner forscherischen Tätigkeit aus der Tradition des Faches, aus seinem beruflichen Selbstverständnis und aus der Prägung durch seine Lehrer heraus engagiert. Über die Grenzen der älteren skandinavischen Literatur und Kultur hinaus forschte und publizierte er zu Fragen und Themen über die ganze Breite der „Altgermanistik“, das heißt, neben der älteren Deutschen Sprache und Literatur bezog er auch die Altenglische Sprache und Literatur mit ein. Bedingt durch seinen Studien- und späteren Lehrort Kiel war Friesisch ein bedeutender Forschungsschwerpunkt Hofmanns.
Hofmann war seit 1967 Mitherausgeber der Münsterschen Frühmittelalterliche Studien und Herausgeber der Niederdeutsche Studien und der nordistischen Fachzeitschrift Skandinavistik.

## Schriften (Auswahl)
- Nordisch-englische Lehnbeziehungen der Wikingerzeit, Munksgaard, Kopenhagen 1955 (Bibliotheca Arnamagnaeana, Band 14) (Dissertation).
- Die k-Diminutiva im Nordfriesischen und in verwandten Sprachen, Böhlau, Köln 1961 (Niederdeutsche Studien, Band 7) (Habilitationsschrift).
- (Neubearbeitung von Ferdinand Holthausen): Altfriesisches Wörterbuch, 2. Auflage, Winter, Heidelberg 1985, ISBN 3-533-03641-3.
- (zusammen mit Friedrich Ranke): Altnordisches Elementarbuch. Einführung, Grammatik, Texte (zum Teil mit Übersetzung) und Wörterbuch, 5. Auflage, de Gruyter, Berlin 1988 (Sammlung Göschen, Band 2214).
- Gesammelte Schriften, zwei Bände, Buske, Hamburg 1988/1989, ISBN 3-87118-871-9 und ISBN 3-87118-872-7.
- Die Versstrukturen der altsächsischen Stabreimgedichte Heliand und Genesis, zwei Bände, Winter, Heidelberg 1991, ISBN 3-533-04442-4 und ISBN 3-533-04444-0.
- Die Legende von Sankt Clemens in den skandinavischen Ländern im Mittelalter, Lang, Frankfurt/M. 1997 (Beiträge zur Skandinavistik, Band 13), ISBN 3-631-32154-6.